# Monte Sibilla
El Monte Sibilla es una montaña de los Montes Sibilinos (Apeninos centrales), situado en las provincias de Ascoli Piceno y Fermo, región de las Marcas, Italia central. Tiene una altura de 2173 m s. n. m.
Toma el nombre de la Sibila Apenínica, mítica habitante de la gruta homónima (situada en los alrededores de la cumbre) que desde hace siglos rodea la altura de un aura de leyenda y misterio.
Administrativamente está situada en el municipio de Montemonaco y en parte al de Montefortino, respectivamente pertenecientes a las provincias de Ascoli Piceno y Fermo, todo el territorio está situado en el Parque nacional de los Montes Sibilinos.